# Pompa (Fălești)
Pompa è un comune della Moldavia situato nel distretto di Fălești di 1.263 abitanti al censimento del 2004

## Località
Il comune è formato dall'insieme delle seguenti località (popolazione 2004):
- Pompa (679 abitanti)
- Pervomaisc (129 abitanti)
- Suvorovca (455 abitanti)